# Fokker D.III

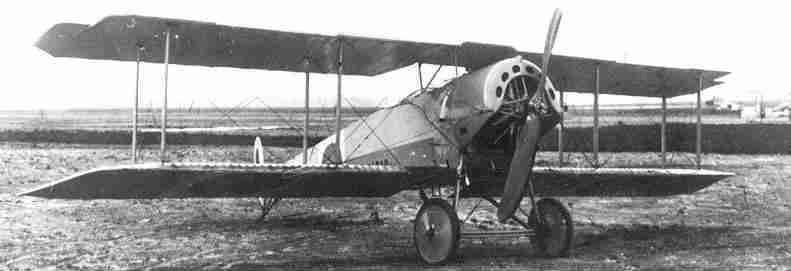
Fokker D.III jager (1917)

De Fokker D.III (Fokker projectnaam M.19) was een Duits jachtvliegtuig gebouwd door vliegtuigbouwer Fokker tijdens de Eerste Wereldoorlog. De eerste vlucht van deze militaire tweedekker was in 1916.
De D.III was een verbeterde versie van de Fokker D.II. Het was uitgerust met een  14-cilinder Oberursel U.III rotatiemotor. Voor de toepassing van deze motor moest de romp worden verstevigd. De D.III maakte in de eerste versies nog gebruik van vleugeltordatie voor de rolbesturing, maar dit werd later aangepast door de toepassing van rolroeren in de bovenste vleugel.
De D.III presteerde beter dan zijn voorganger, maar werd tijdens luchtgevechten nog te langzaam bevonden. Ook de betrouwbaarheid van de Oberursel motoren liet te wensen over. Tevens werden er productiefouten ontdekt in de constructie. De jager werd teruggetrokken uit de frontlinie en gebruikt in rustiger gebieden. Het Nederlandse leger heeft van 1917 tot 1921 tien stuks Fokker D.III in dienst gehad, die waren overgenomen van Duitsland.

## Specificaties
- Type: Fokker D.III
- Fabriek: Fokker
- Rol: Jachtvliegtuig
- Bemanning: 1
- Lengte: 6,30 m
- Spanwijdte: 9,05 m
- Hoogte: 2,55 m
- Vleugeloppervlak: 20,0 m²
- Leeggewicht: 430 kg
- Maximum gewicht: 710 kg
- Motor: 1 × 14-cilinder Oberursel U.III rotatiemotor, 160 pk
- Propeller: tweebladig
- Aantal gebouwd: 210
- Eerste vlucht: 1916

Prestaties
- Maximumsnelheid: 160 km/u
- Vliegbereik: 220 km
- Plafond: 4700 m
- Klimsnelheid: 4,8 m/s

Bewapening
- Geschut: 2 × vast 7,92 mm lMG 08 Spandau machinegeweer